# Rimicaris
Genre
Rimicaris est un genre de crevettes abyssales vivant autour des sources hydrothermales.

## Liste des espèces
À l'heure actuelle, le genre ne comporte que trois espèces :
- Rimicaris exoculata Williams & Rona, 1986
- Rimicaris kairei Watabe & Hashimoto, 2002
- Rimicaris hybisae Nye, Copley & Plouviez, 2011